# Park Narodowy Mont Sangbé
Park Narodowy Mont Sangbé (fr. Parc national du Mont Sangbé) – park narodowy położony w zachodniej części Wybrzeża Kości Słoniowej, na północny wschód od miasta Man, bezpośrednio na zachód od rzeki Sassandra, która stanowi jego wschodnią granicę. Został utworzony w 1976 roku. Ma powierzchnię 975,54 km² (97 554 hektarów). Obszar parku stanowi także ostoję ptaków IBA o numerze CI002.
Park ten pokryty jest bardzo gęstą roślinnością. Można tu spotkać między innymi słonie, bawoły, lamparty, antylopy i małpy, oraz wiele gatunków ptaków.